# Neujahrsempfang

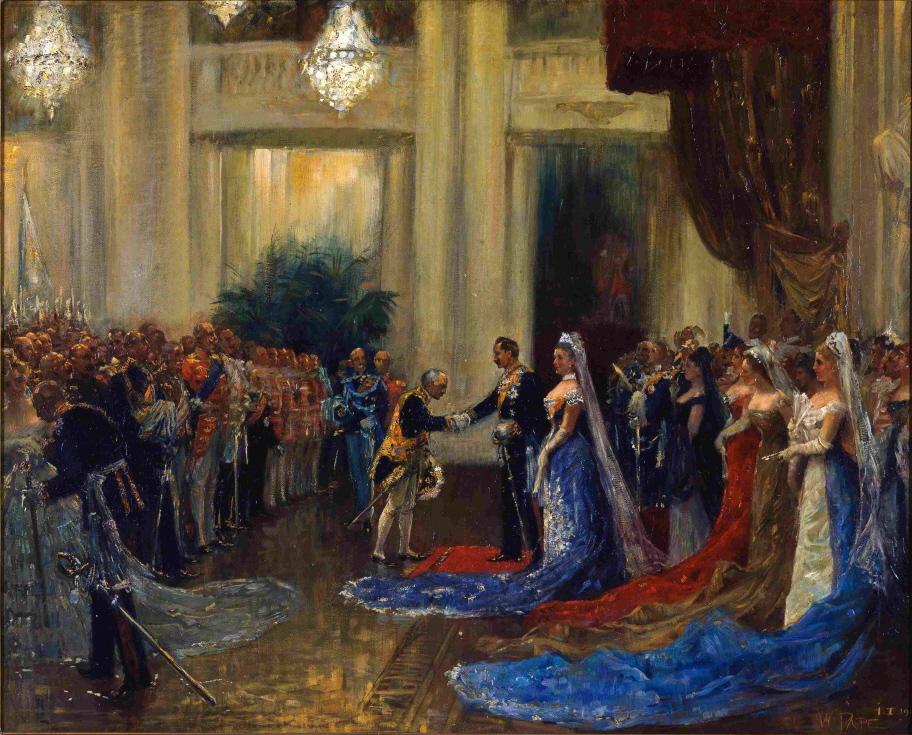
Neujahrsempfang 1901 von Kaiser Wilhelm II.

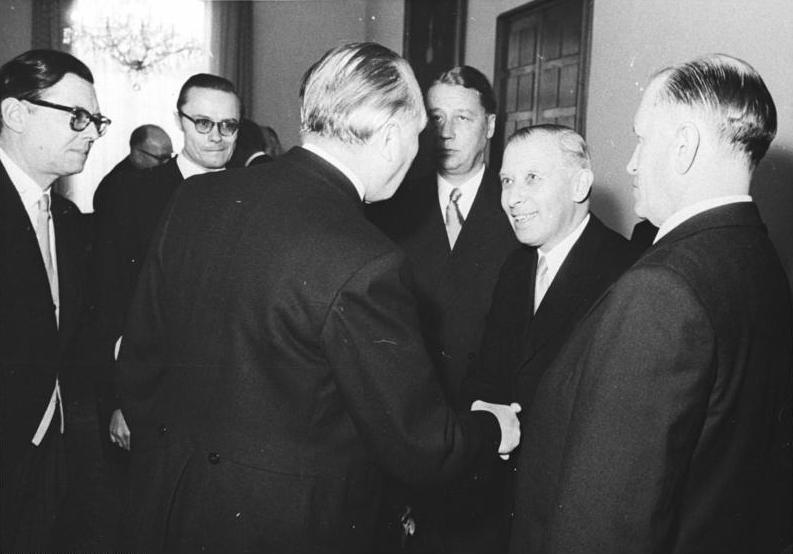
Neujahrsempfang 1954 bei Adenauer

Ein Neujahrsempfang ist ein Empfang, der zum Jahresbeginn, meist im Januar, von Staatsoberhäuptern, Persönlichkeiten, Parteien, Verbänden, Vereinen oder anderen Ausrichtern gegeben wird.
Teil eines Neujahrsempfangs sind die Begrüßung durch den Gastgeber, weitere Grußworte, Reden und künstlerische oder musikalische Darbietungen. Ein Neujahrsempfang kann in Form eines Stehempfangs durchgeführt werden.
In der Regel dient ein Neujahrsempfang der Repräsentation und wird oft dazu genutzt, einen Ausblick auf die Vorhaben und Ziele der Institutionen im beginnenden Jahr zu geben. Oft werden verschiedene Teilnehmer geehrt.
Beispiele für Neujahrsempfänge sind der des deutschen Bundespräsidenten. Er sowie getrennt davon seine Ehefrau laden jedes Jahr verschiedene Gruppen in das Schloss Bellevue ein. Die Stadt Frankfurt am Main lädt zu ihrem Neujahrsempfang in den Römer Kaisersaal, die Hamburger veranstalten den Neujahrsempfang im Hamburger Rathaus.
In der Schweiz lädt der (jedes Jahr wechselnde) Bundespräsident das diplomatische Corps sowie die Regierungen des Kantons Bern und der Stadt Bern zum Neujahrsempfang ins Bundeshaus in Bern ein.